# Ledley King
Ledley Brenton King (Londen, 12 oktober 1980) is een Engels voormalig voetballer van Antiguaanse afkomst die bij voorkeur als centrale verdediger speelde. King debuteerde in 1999 in het profvoetbal bij Tottenham Hotspur, waar hij vervolgens zijn gehele carrière zou doorbrengen. Op 19 juli 2012 zette King zijn loopbaan stop vanwege aanhoudend blessureleed.

## Clubcarrière
King speelde vooral als centrale verdediger en middenvelder. Hij volgde in januari 2005 de verkochte Jamie Redknapp op als aanvoerder van Tottenham. King heeft een chronische ziekte aan zijn knieën, waardoor hij zes maanden geblesseerd was. Hij kan daardoor geen twee wedstrijden in een week spelen en is daarom niet meer beschikbaar voor oefeninterlands van het Engels voetbalelftal.

## Interlandcarrière
Onder leiding van bondscoach Howard Wilkinson nam King in 2000 met Engeland U21 deel aan het Europees kampioenschap in Slowakije. King maakte zijn debuut voor de nationale A-ploeg van Engeland op 27 maart 2002 in de vriendschappelijke interland tegen Italië, die in Leeds met 2-1 verloren ging. Hij trad in dat duel na de eerste helft aan als vervanger van verdediger Gareth Southgate. Zijn eerste en tot dusver enige interlandtreffer maakte King op 24 mei 2010, toen hij in de zeventiende minuut de score opende in het vriendschappelijke duel tegen Mexico (3-1).

## Carrière
| Seizoen | Club              | Land     | Competitie     | Wed. | Goals |
| ------- | ----------------- | -------- | -------------- | ---- | ----- |
| 1998/99 | Tottenham Hotspur | Engeland | Premier League | 1    | 0     |
| 1999/00 | Tottenham Hotspur | Engeland | Premier League | 3    | 0     |
| 2000/01 | Tottenham Hotspur | Engeland | Premier League | 18   | 1     |
| 2001/02 | Tottenham Hotspur | Engeland | Premier League | 32   | 0     |
| 2002/03 | Tottenham Hotspur | Engeland | Premier League | 25   | 0     |
| 2003/04 | Tottenham Hotspur | Engeland | Premier League | 29   | 1     |
| 2004/05 | Tottenham Hotspur | Engeland | Premier League | 38   | 2     |
| 2005/06 | Tottenham Hotspur | Engeland | Premier League | 26   | 3     |
| 2006/07 | Tottenham Hotspur | Engeland | Premier League | 21   | 0     |
| 2007/08 | Tottenham Hotspur | Engeland | Premier League | 4    | 0     |
| 2008/09 | Tottenham Hotspur | Engeland | Premier League | 24   | 1     |
| 2009/10 | Tottenham Hotspur | Engeland | Premier League | 20   | 2     |
| 2010/11 | Tottenham Hotspur | Engeland | Premier League | 6    | 0     |
| 2011/12 | Tottenham Hotspur | Engeland | Premier League | 21   | 0     |
| Totaal  | Totaal            | Totaal   | Totaal         | 268  | 10    |